# Сакада
Сакади (від французького saccade; «ривок», «поштовх») — швидкі, суворо узгоджені рухи очей, що відбуваються одночасно і в одному напрямку. На електроокулограмі мають вигляд вертикальних прямих тонких ліній.
Фахівці нерідко застосовують термін «мікросакади» до швидких рухів очей, кутова амплітуда яких не перевищує 1°.
А швидкі рухи очей амплітудою більше 1° називає «макросакадами». З точки зору В А. Філіна цей поділ чисто умовний, бо припускає, що ці два види швидких рухів очей мають різний механізм походження.
В наш час[коли?] вважається, що будь-які швидкі рухи очей мають одну природу виникнення і тому їх доцільно називати одним словом — «сакада».

## Автоматія сакад
Автоматія сакад — це властивість окорухового апарату здійснювати швидкі рухи очей мимоволі в певному ритмі. Сакади можуть виконуватися в безсонному стані за наявності зорових об'єктів (у цьому випадку за допомогою сакад відбувається зміна точки фіксації погляду, завдяки чому здійснюється розглядання зорового об'єкта), за відсутності зорових об'єктів, а також під час парадоксальної стадії сну (Філін В. А., 1987). Характер проходження сакад обумовлений діяльністю центральної нервової системи, відповідні структури якої здатні генерувати сигнал за типом автоматії, тобто здатні до ритмогенезу. Кожній людині притаманний власний патерн проходження сакад, який визначається трьома параметрами: інтервалом між сакадами, їх амплітудою і орієнтацією. Найбільше число сакад слідує через 0,2—0,6 секунд, амплітуда сакад змінюється у великому кутовому діапазоні від 2 до 15°, орієнтовані сакади практично у всіх напрямках (вправо, вліво, вгору, вниз), але зазвичай їх число більше в горизонтальній площині.

## Довільні сакади
Сакади можуть здійснюватися і довільно. Однією з найпоширеніших методик дослідження сакадичних рухів очей є «антисакадична задача». В умовах цієї задачі від випробовуваного вимагається придушити рефлекторну сакаду в бік зорового стимулу і зробити сакаду в протилежну сторону.

## Програмування сакад
Сакадичні рухи є балістичними — почавшись, сакада буде закінчена незалежно від того, чи змінила своє положення точка фіксації за час, що минув після початку сакади. Тобто сакади програмуються заздалегідь. Система, що бере участь в програмуванні сакад, ієрархічно організована і включає в себе чотири рівні.
Перший рівень сакадної системи забезпечує безпосереднє виконання сакад і включає зовнішні м'язи ока і ядра III, IV і VI пар черепних нервів (Подвигін та ін, 1986).
Другий рівень сакадної системи об'єднує стовбурові структури над'ядерного контролю рухів очей. До них відносять ядра ретикулярної формації стовбура, структури мосту і деякі ядра покришки середнього мозку (Подвигін та ін, 1986; Шульговський, 1993). Структури другого рівня керують цілісними координованими рухами обох очей.
Третій рівень окорухової системи представлений структурами, що контролють роботу стовбурового генератора сакад. До цього рівня відносять верхні горбки (ВГ), базальні ганглії, мозочок, мозолисте тіло, бічне колінчасте тіло, область внутрішньої капсули, комплекс подушки і ряд інших ядер таламуса (Подвигін та ін, 1986).
До четвертого рівня окорухової системи відносять різні зони кори великих півкуль, серед яких найважливіше місце займають фронтальне окорухове поле і задньотім'яні поля (5, 7 за Бродманом). Крім цього, у підготовці сакадичних рухів очей беруть участь додаткове окорухове поле, дорсолатеральна префронтальна кора (поле 46) тощо. Цей рівень необхідний для здійснення довільних сакад(Шульговський, 2004).

## Сакади у психофізіологічних і клінічних дослідженнях
Сакади відіграють суттєву роль у цілеспрямованій поведінці, зоровому сприйнятті, дослідженні навколишнього світу і повною мірою розвинені тільки у приматів (зокрема людини) (Шульговський, 1993). З ними пов'язане явище сакадичного пригнічення[прояснити], коли суб'єкт не сприймає зорової інформації під час здійснення сакад. Крім того, порушення сакадичних рухів очей об'єктивно відображають нейродегенеративні процеси під час фізіологічного старіння, психічних і рухових розладів. В останньому випадку сакади можуть випереджати прояв інших рухових симптомів і служити одним зі специфічних маркерів захворювання.